# Literatura victoriană

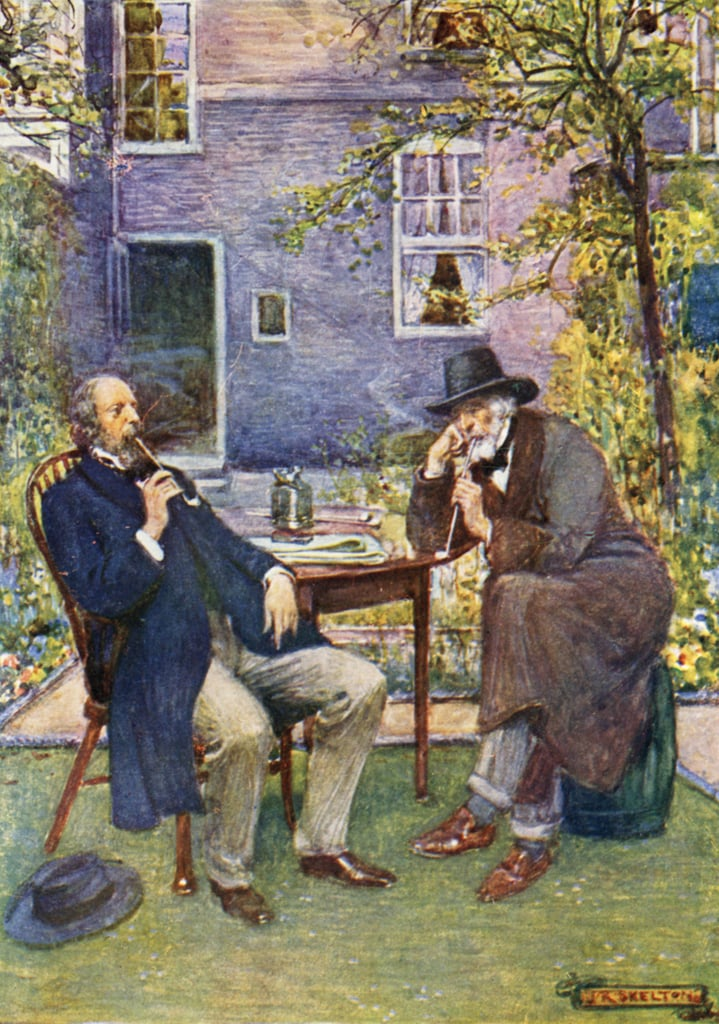
‘Carlyle și Tennyson au vorbit și au fumat împreună.’ de J. R. Skelton, 1920

Literatura victoriană este literatura engleză din timpul domniei reginei Victoria (1837–1901). Secolul al XIX-lea este considerat de unii Epoca de Aur a literaturii engleze, în special pentru romanele britanice.  În epoca victoriană, romanul a devenit principalul gen literar, iar scrierea în limba engleză din această perioadă reflectă transformările majore a mai multor aspecte ale vieții engleze, de la progresele științifice, economice și tehnologice la schimbările în structurile de clasă și rolul religiei în societate.  Numărul de romane noi publicate în fiecare an a crescut de la 100 la începutul perioadei, la 1000 la sfârșitul acesteia.  Printre romancierii celebri ai acestei perioade se enumeră Charles Dickens, William Makepeace Thackeray, cele trei surori Brontë, Elizabeth Gaskell, George Eliot (Mary Ann Evans), Thomas Hardy și Rudyard Kipling .
Perioada romantică a fost o perioadă de expresie abstractă și concentrare interioară; în perioada victoriană, scriitorii s-au concentrat, în mare parte, pe probleme sociale. Scriitori precum Thomas Carlyle au atras atenția asupra efectelor dezumanizante ale revoluției industriale și a ceea ce Carlyle a numit „Epoca mecanică”.   Această conștientizare a inspirat subiectul altor autori, precum poeta Elizabeth Barrett Browning și romancierii Charles Dickens și Thomas Hardy. Lucrările lui Barrett despre munca copiilor i-au asigurat succesul într-o lume dominată de bărbați, în care scriitoarele au fost adesea nevoite să folosească pseudonime masculine.  Dickens s-a remarcat prin umorul și tonul accesibil folosit în timp ce aborda probleme sociale, cum ar fi disparitatea de bogăție, iar Hardy și-a folosit romanele pentru a pune în discuție religia și structurile sociale. 
Poezia și teatrul au fost prezente și ele în perioada victoriană. Robert Browning și Alfred Tennyson au fost cei mai remarcabili poeți ai Angliei victoriane.  În ceea ce privește teatrul, abia în ultimele decenii ale secolului al XIX-lea au fost produse lucrări semnificative. Printre dramaturgii de seamă ai vremii se numără Gilbert și Sullivan, George Bernard Shaw și Oscar Wilde . 

## Ficțiunea în proză
Charles Dickens se numără printre cei mai remarcabili romancieri victoriani. Cu accent pe caracterizarea puternică, Dickens a devenit extraordinar de popular în zilele sale și rămâne unul dintre cei mai populari și citiți autori ai lumii. Dickens și-a început cariera literară cu Sketches by Boz⁠(d) (1833–1836), care aduna povestiri publicate în diferite ziare și alte periodice. Primul său roman, The Pickwick Papers⁠(d) (1836–1837), scris când avea douăzeci și cinci de ani, a cunoscut un succes deosebit, iar toate lucrările sale ulterioare s-au vândut extrem de bine. În timp ce la începutul secolului al XIX-lea majoritatea romanelor erau publicate în trei volume, serializarea lunară a fost reînviată odată cu publicarea romanului Pickwick Papers a lui Charles Dickens în douăzeci de părți, în perioada dintre aprilie 1836 și noiembrie 1837. Cererea a fost mare pentru ca fiecare serializare să introducă un element nou, fie că era vorba de o întorsătură a intrigii sau de un nou personaj, astfel încât să mențină interesul cititorilor.  Dickens a lucrat într-un mod sârguincios și prolific pentru a produce scrisul distractiv pe care publicul și-a dorit, dar și pentru a oferi comentarii asupra problemelor sociale și a situației săracilor și asupriților. Cele mai importante lucrări ale sale includ Oliver Twist (1837–1839), Nicholas Nickleby (1838–1839) , A Christmas Carol (1843), Dombey and Son⁠(d) (1846–1848), David Copperfield (1849–1850), Bleak House⁠(d) (1852–1853), Little A–⁠(d) C1875 (1859) și Marile așteptări (1860–1861). Romanele sale de mai târziu devin din ce în ce mai întunecate, reflectând o tendință a scrisului victorian.
William Makepeace Thackeray a fost marele rival al lui Dickens în prima jumătate a domniei reginei Victoria. Cu un stil similar, dar cu o viziune ceva mai detașată, mai acerbă și satirică asupra personajelor sale. El tindea, însă, să dezvolte mai mult în scrierile sale societatea clasei de mijloc decât Dickens. El este cunoscut mai ales pentru romanele sale The Luck of Barry Lyndon⁠(d) (1844) și Vanity Fair (1847–1848), care sunt exemple ale unei forme literare populare în literatura victoriană: un roman istoric în care este descrisă istoria recentă.

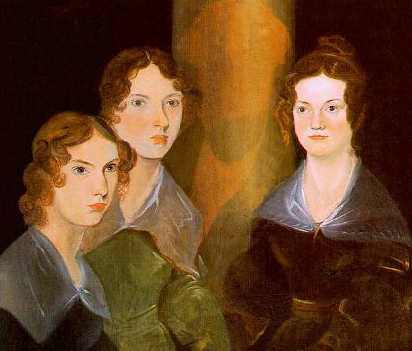
Surorile Brontë au scris ficțiune destul de diferită de cea obișnuită la acea vreme.

Charlotte, Emily și Anne Brontë au scris ficțiune diferită de cea obișnuită în epoca lor, deși acestea nu au fost apreciate imediat de către criticii victorieni. Wuthering Heights (1847), singura lucrare a lui Emily, este un exemplu de romantism gotic scris din punctul de vedere al unei femei, care examinează teme precum clasa socială, mitul și genul. Romanul Jane Eyre (1847), scris de sora ei Charlotte, este un alt roman victorian important, cu teme gotice. Al doilea roman al lui Anne , The Tenant of Wildfell Hall (1848), scris într-un stil mai degrabă realist decât romantic, este considerat a fi primul roman feminist autentic. 
Elizabeth Gaskell a scris lucrări notabile în această perioadă, inclusiv romanele Mary Barton⁠(d) (1848), Cranford⁠(d) (1851–1853), North and South⁠(d) (1854–1855) și Wives and Daughters⁠(d) (1864–1866).
George Eliot (Mary Ann Evans) a produs, de asemenea, lucrări importante în această perioadă, în special Adam Bede⁠(d) (1859), The Mill on the Floss⁠(d) (1860), Silas Marner⁠(d) (1861), Middlemarch⁠(d) (1871–1872) și Daniel Deronda⁠(d) (1876). Asemenea lui Brontë, ea și-a publicat scrierile sub pseudonim masculin.
Mai târziu în perioada victoriană, cele mai cunoscute romane ale lui Thomas Hardy sunt Far from the Madding Crowd (1874), Primarul din Casterbridge⁠(d) (1886), Tess of the d'Urbervilles⁠(d) (1891) și Jude the Obscure (1895). Renumit pentru portretul său cinic, dar idilic și descrierii vieții pastorale din mediul rural englez, opera lui Hardy a respins urbanizarea pe scară largă care a ajuns să marcheze epoca victoriană.
Alți romancieri importanți ai acestei epoci au fost Anthony Trollope⁠(d) (1815-1882), Wilkie Collins (1824-1889), George Meredith (1828-1909) și George Gissing (1857-1903).

## Poezie

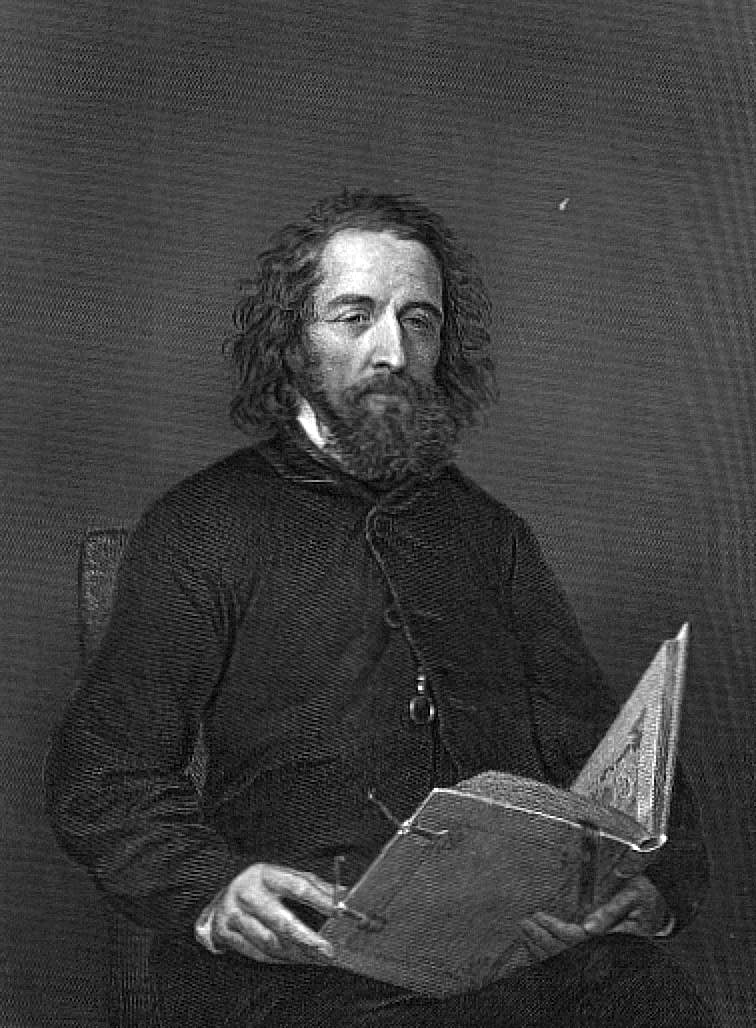
Lord Tennyson,

Robert Browning (1812–1889) și Alfred Tennyson (1809–1892) s-au numărat printre poeții de seamă din Anglia victoriană.  Thomas Hardy a scris și poezie de-a lungul vieții, dar nu a publicat o colecție până în 1898.  Poezia lui Gerard Manley Hopkins (1844–1889) a fost publicată postum în 1918. Algernon Charles Swinburne (1837–1909) este, de asemenea, o figură literară importantă a perioadei, în special pentru poeziile și scrierile sale critice. Poezia timpurie a lui WB Yeats a fost publicată și în timpul domniei Victoria. Abia în ultimele decenii ale secolului al XIX-lea au fost produse lucrări de teatru semnificative, începând cu operele comice ale lui Gilbert și Sullivan⁠(d) din anii 1870, piesele lui George Bernard Shaw (1856–1950) din anii 1890 și cea a lui Oscar Wilde (1854–1900), The Importanest of Being .
Elizabeth Barrett Browning și Robert Browning s-au cunoscut mai întâi citindu-și poeziile unul celuilalt, iar ambii au produs poezii inspirate de relația lor. Atât Matthew Arnold, cât și Gerard Manley Hopkins au scris poezii care se află undeva între exultația naturii poeziei romantice și a poeziei georgiene de la începutul secolului al XX-lea. Cu toate acestea, poezia lui Hopkins nu a fost publicată până în 1918. Lucrările lui Arnold anticipează unele dintre temele acestor poeți de mai târziu, în timp ce Hopkins s-a inspirat din versurile poeziei engleze veche, cum ar fi Beowulf.
Rememorarea trecutului a fost o parte majoră a literaturii victoriane, cu un interes atât pentru literatura clasică, cât și pentru literatura medievală a Angliei. Această mișcare poate fi urmărită până la Letitia Elizabeth Landon⁠(d) în colecțiile ei de poezie. Victorianilor le plăceau poveștile cavalerești; ei sperau să recâștige o parte din acel comportament curtenesc pentru cititorii de acasă și din imperiul mai larg. Cel mai bun exemplu în acest sens este Idilele regelui⁠(d) de Alfred Tennyson, care a îmbinat poveștile Regelui Arthur, în special cele scrise de Thomas Malory, cu preocupările și ideile contemporane. Frăția Prerafaelită s-a bazat pe mituri și folclor pentru arta lor, unde Dante Gabriel Rossetti a fost considerat în același timp poetul principal printre ei.

## Dramă
În dramă, farsele, burlescurile muzicale⁠(d), extravaganțele⁠(d) și operele comice⁠(d) au concurat cu producțiile lui Shakespeare și cu dramele serioase ale unor personalități precum James Planché⁠(d) și Thomas William Robertson⁠(d). În 1855, compania germană Reed Entertainments a început un proces de ridicare a nivelului teatrului muzical în Marea Britanie, care a culminat cu celebra serie de opere comice de Gilbert și Sullivan⁠(d) și a fost urmată în anii 1890 cu primele comedii muzicale edwardiene . Prima piesă care a obținut 500 de reprezentații consecutive a fost comedia londoneză Our Boys⁠(d) de H. J. Byron, debutând în 1875. Noul său record uimitor de 1.362 de spectacole a fost depășit în 1892 de Mătușa lui Charley⁠(d) de Brandon Thomas⁠(d) .  După WS Gilbert, Oscar Wilde a devenit principalul poet și dramaturg al perioadei victoriane târzii.  Piesele lui Wilde, în special, se deosebesc de numeroasele piese acum uitate din epoca victoriană și au o relație mai strânsă cu cele ale dramaturgilor eduardieni precum George Bernard Shaw, a cărui carieră a început în anii 1890. Capodopera comică a lui Wilde din 1895, Importanța de a fi serios, a fost una dintre cele mai remarcabile piese ale sale, în care a oglindit cu ironie aristocrația, în timp ce arăta cu măiestrie virtuozică inteligența și înțelepciunea paradoxală. Piesele lui Arthur Wing Pinero au fost din nou puse în scenă în ultimele decenii.

## Literatura pentru copii
Victorianilor li se atribuie „inventarea copilăriei”, parțial prin eforturile lor de a opri munca copiilor și prin introducerea învățământului obligatoriu. Pe măsură ce copiii au început să citească, literatura pentru tineri a devenit o industrie în creștere. Nu numai scriitori consacrați au produs lucrări pentru copii (cum ar fi Istoria Angliei a lui Dickens), ci și un nou grup de autori dedicați copiilor. Scriitori precum Lewis Carroll ( Aventurile lui Alice în Țara Minunilor ), Anna Sewell ( Frumusețea neagră ) și RM Ballantyne⁠(d) (Insula de corali ) au scris în principal pentru copii, deși au avut un public adult. Alți autori precum Robert Louis Stevenson ( Insula comorii ) și Anthony Hope ( Prizonierul lui Zenda ) au scris opere îndreptate adulților, dar romanele lor de aventuri sunt acum clasificate ca fiind pentru copii.  Alte genuri includ versuri aiurea, poezie care necesită un interes copilăresc (de exemplu, „ Jabberwocky⁠(d) ”) de Lewis Carroll. În această perioadă, Poveștile școlii au înflorit: Zilele școlare ale lui Thomas Hughes, Tom Brown și Stalky &amp; Co. de la Kipling sunt clasice.
Rareori aceste publicații erau concepute pentru a capta plăcerea unui copil; totuși, odată cu creșterea utilizării ilustrațiilor, copiii au început să se bucure de literatură și au putut învăța concepte morale într-un mod mai distractiv. Odată cu acceptarea nouă a cititului de plăcere, basmele și poveștile populare au devenit populare. Compilarea poveștilor populare de către mulți autori, cu subiecte diferite, a făcut posibil ca copiii să citească literatură despre multe subiecte care îi interesau. Existau diferite tipuri de cărți și reviste scrise pentru băieți și fete. Poveștile pentru fete tindeau să fie domestice și să se concentreze pe viața de familie, în timp ce poveștile pentru băieți erau mai mult despre aventuri.

## Nonficțiune

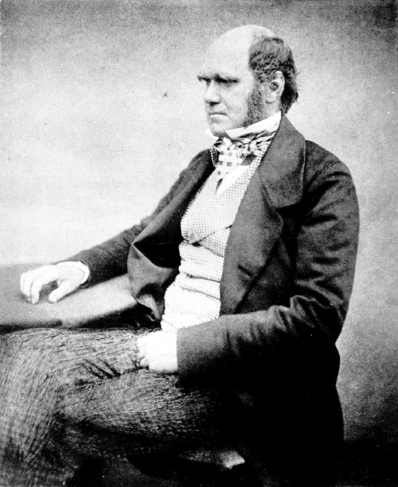
Lucrarea lui Charles Darwin Despre originea speciilor a marcat societatea de-a lungul erei Victoriene și o face și astăzi.

### Știință, filozofie și descoperiri
Epoca victoriană a fost o perioadă importantă pentru dezvoltarea științei, iar victorienii aveau misiunea de a descrie și clasifica întreaga lume naturală. O mare parte din această scriere nu atinge nivelul de a fi considerată literatură, dar o carte în special,, Despre originea speciilor a lui Charles Darwin, rămâne faimoasă. Teoria evoluției conținută în această lucrare a contestat multe dintre ideile pe care victorienii le aveau despre ei înșiși și despre locul lor în lume. Deși a durat mult timp până să fie larg acceptată, aceasta avea să schimbe dramatic gândirea și literatura ulterioară. O mare parte din munca de popularizare a teoriilor lui Darwin a fost realizată de contemporanul său mai tânăr, Thomas Henry Huxley, care a scris pe larg despre acest subiect.    
Un număr de alte lucrări non-ficționale din acea perioadă și-au lăsat amprenta asupra literaturii epocii. Scrierile filosofice ale lui John Stuart Mill au abordat logica, economia, libertatea și utilitarismul. Marile și influentele lucrări istorice ale lui Thomas Carlyle, The French Revolution: A History (1837) și On Heroes, Hero-Worship, &amp; the Heroic in History (1841), au influențat profund gândirea politică a vremii. Scrierile lui Thomas Babington Macaulay despre istoria Angliei au contribuit la codificarea narațiunii Whig, care a dominat istoriografia timp de mulți ani. John Ruskin a scris numeroase lucrări extrem de influente despre artă și istoria artei și a susținut figuri contemporane precum  J. M. W. Turner și prerafaeliții. Scriitorul religios John Henry Newman și mișcarea sa de la Oxford au stârnit dezbateri intense în cadrul Bisericii Angliei, dezbateri agravate de propria sa convertire la catolicism, pe care a relatat-o în autobiografia Apologia Pro Vita Sua.
Un număr de lucrări de referință monumentale au fost publicate în această perioadă, cea mai notabilă fiind Dicționarul englez Oxford, care avea să devină cel mai important dicționar istoric al limbii engleze. De asemenea, în ultima parte a epocii victoriene a fost publicat Dicționarul de biografie națională și cea de-a noua ediție din Encyclopædia Britannica.

### Scrierea inspirată de natură
În Statele Unite, lucrările lui Henry David Thoreau și Rural Hours (1850) de Susan Fenimore Cooper au fost influențe canonice asupra scrierilor despre natură din epoca victoriană. În Marea Britanie, Philip Gosse și Sarah Bowdich Lee au fost doi dintre cei mai populari autori de literatură despre natură în prima parte a erei victoriene. The Illustrated London News, fondat în 1842, a fost primul ziar săptămânal ilustrat din lume și publica adesea articole și ilustrații despre natură; în a doua jumătate a secolului al XIX-lea, cărțile, articolele și ilustrațiile despre natură s-au răspândit și popularizat în rândul unui public cititor din ce în ce mai urbanizat.

### Literatura supranaturală și fantastică
Poveștile gotice vechi, apărute la sfârșitul secolului al XIX-lea, reprezintă primele exemple ale genului ficțiunii fantasy. Aceste povești se concentrau adesea pe personaje ieșite din comun, precum Sherlock Holmes, celebrul detectiv al vremii, Sexton Blake și alte figuri fictive ale epocii, precum Dracula, Edward Hyde, Omul invizibil și multe alte personaje care aveau adesea inamici exotici de înfruntat. Între secolele al XVIII-lea și al XIX-lea, a existat un tip special de scriere cunoscut sub numele de literatură gotică. Literatura gotică combină romantismul și groaza într-o încercare de a captiva și înspăimânta cititorul. Elemente posibile într-un roman gotic includ monștri străini, fantome, blesteme, camere ascunse și vrăjitorie. Poveștile gotice se desfășoară, de obicei, în locuri precum castele, mănăstiri și cimitire, deși uneori monștrii gotici pătrund în lumea reală, făcându-și apariția în orașe precum Londra.

## Influența literaturii victoriane

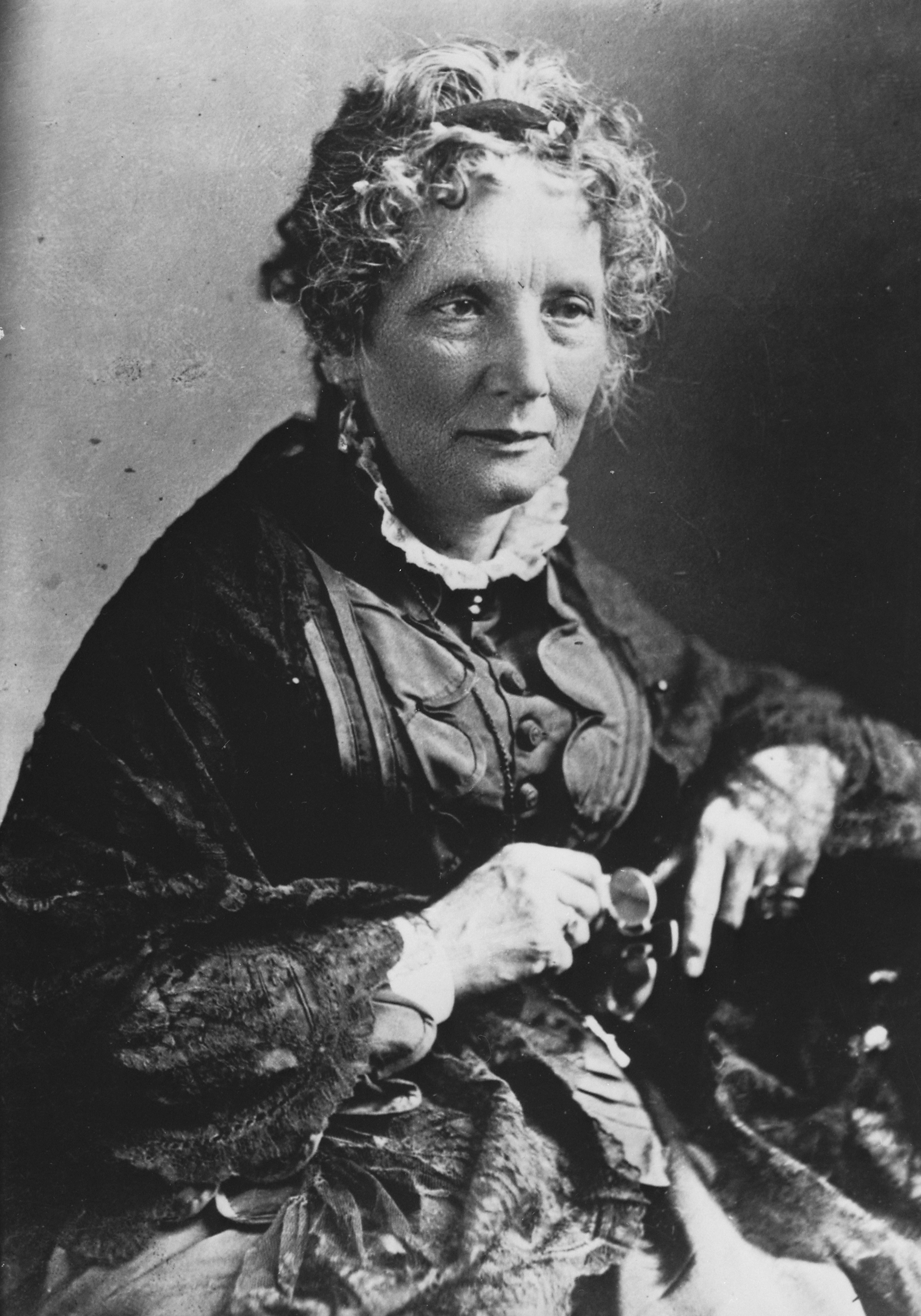
Harriet Beecher Stowe a scris ficțiune victoriană în afara domeniilor vremii.

Scriitorii din Statele Unite și din coloniile britanice Australia, Noua Zeelandă și Canada au fost influențați de literatura britanică și sunt adesea considerați parte a literaturii victoriene, deși își dezvoltau treptat voci distincte. Printre scriitorii canadieni ai literaturii victoriene se numără Grant Allen, Susanna Moodie și Catherine Parr Traill. Literatura australiană include poeții  Adam Lindsay Gordon și Banjo Paterson, care au scris Waltzing Matilda, iar literatura din Noua Zeelandă îi cuprinde pe Thomas Bracken și Frederick Edward Maning. Din literatura Statelor Unite în această perioadă fac parte unele dintre cele mai mari nume ale țării, printre care:  Emily Dickinson, Ralph Waldo Emerson, Nathaniel Hawthorne, Oliver Wendell Holmes Sr., Henry James, Herman Melville, Harriet Beecher Stowe, Henry David Thoreau, Mark Twain și Walt Whitman.
Problema clasificării „literaturii victoriene” constă în marea diferență dintre operele timpurii ale perioadei și cele de mai târziu, care aveau mai multe în comun cu scriitorii epocii edwardiene, iar mulți autori se află la granița dintre cele două epoci. Personalități precum Arthur Conan Doyle, Rudyard Kipling, HG Wells, Bram Stoker, H. Rider Haggard, Jerome K. Jerome și Joseph Conrad au scris unele dintre cele mai importante opere ale lor în timpul domniei reginei Victoria, însă sensibilitatea scrierilor lor este adesea considerată edwardiană.

## Vezi de asemenea
- literatura britanică⁠(d)
- Roman industrial
- literatura engleza

## În continuare
- - Adams, James Eli. A History of Victorian Literature (Wiley, 2011).
  - Altick, Richard Daniel⁠(d). Victorian People and Ideas: A Companion for the Modern Reader of Victorian Literature. (1974) online free
  - Felluga, Dino Franco, et al. The Encyclopedia of Victorian Literature (2015).
  - Flint, Kay. The Cambridge History of Victorian Literature (2014).
  - Horsman, Alan. The Victorian Novel (Oxford History of English Literature, 1991)
  - Hroncek, Susan. Strange Compositions: Chemistry and its Occult History in Victorian Speculative Fiction (2016)
  - Hughes, Winifred, The Maniac in the Cellar: Sensation Novels of the 1860s (1981)
  - Jones, Gregory. William Harry Rogers: Victorian Book Designer and Star of the Great Exhibition. London: Unicorn, 2023.
  - O'Gorman, Francis, ed. The Cambridge Companion to Victorian culture (2010)
  - Purchase, Sean. Key Concepts in Victorian Literature (2006)
  - Roberts, Adam Charles, ed. Victorian culture and society: the essential glossary (2003).
  - Somervell, D. C. English thought in the nineteenth century (1929)